# 鄧肯山脈
85°2′S 166°0′W / 85.033°S 166.000°W
鄧肯山脈（英語：Duncan Mountains）是南極洲的山脈，全長33公里，從利夫冰川河口延伸至斯特羅姆冰川河口，在1929年11月由美國的探險隊發現，現時受南極條約體系管理。